# La Révolte des Neuf
 (mai 2013).
Si vous disposez d'ouvrages ou d'articles de référence ou si vous connaissez des sites web de qualité traitant du thème abordé ici, merci de compléter l'article en donnant les références utiles à sa vérifiabilité et en les liant à la section « Notes et références ».
La Révolte des Neuf (titre original : The Rise Of Nine) est un roman de science-fiction américain écrit par Jobie Hughes et James Frey (sous le pseudonyme de Pittacus Lore) et publié en 2012 puis traduit en français et publié en 2013. Il s'agit du troisième tome de la série Lorien Legacies qui en compte sept.

## Résumé
Marina, Six, Ella et Crayton, (son Cêpane) sont dans un avion à destination de l’Inde, où ils espèrent trouver numéro Huit. Dès qu’ils atterrissent, ils sont accueillis par des hommes vénérant Huit car ils le croient être la réincarnation du dieu hindou Vishnu. Ils les emmènent au sommet d’une montagne dans l’Himalaya où Huit réside. Cependant, avant de pouvoir le rejoindre, ils tombent dans une embuscade menée par une organisation qui veut tuer Huit et tous ceux qui lui sont associés. Après avoir vaincu leurs assaillants, Huit leur raconte son histoire : son Cêpane Reynolds a été tué par des Mogadoriens après avoir été trahi par l’amour de sa vie, Lola, et Huit a vécu dans la montagne depuis. Ils découvrent que le don de Huit est de se téléporter, ce qu’ils veulent utiliser pour atteindre le Nouveau Mexique où ils pourront facilement rejoindre Quatre. 
Ils se rendent dans une caverne Loric contenant de la loralite et agissant comme une porte entre plusieurs autres localisations contenant aussi de la loralite. Sur les murs de la caverne est peinte une frise chronologique des évènements passés : ils voient la mort de Un, Deux et Trois, la bataille de Quatre au lycée. Ils voient ensuite une peinture d’un Loric transpercé d’une épée mais son visage a été effacé. On découvre plus tard que c’est numéro Huit, et qu’il a effacé le visage pour tenter d’échapper à son destin. Les Mogs entrent alors dans la caverne et tuent Crayton, obligeant le groupe à se téléporter dans la précipitation. 
Six est alors téléportée dans un désert au Nouveau Mexique, pendant que Huit, Marina et Ella atterrissent en Somalie. Six est déshydratée mais réussit à atteindre une ville abandonnée, où elle est capturée par des agents du FBI. Après un questionnaire intense, elle réussit à s’échapper et retrouve Sarah Hart, la petite-amie de Quatre. Cependant, Sarah se transforme en Setrákus Ra. Six le challenge avec d’être jetée dans une cellule avec la vraie Sarah Hart.
Pendant ce temps-là, Quatre et Neuf, accompagnés de Bernie Kosar, sont capturés par le FBI, qui travaillent maintenant avec les Mogs. Pendant leur transport ils s’échappent facilement, et Quatre demande à l’agent Walker, sur le point de mourir, où sont retenus Sam et Sarah. Elle lui explique qu’ils sont gardés en captivité à l’Ouest. Quatre et Neuf prennent un train pour Chicago, et décident d’aller à l’appartement de Neuf, où ils seront en sécurité bien que Quatre soit énervé par le fait que Neuf ne semble pas beaucoup se préoccuper de Sam et Sarah.
L’appartement de Neuf est équipé de salle d’entrainement, d’armes et de système de surveillance sur toute la ville. Ils découvrent que Neuf a un équipement qui peut contenir la tablette qu’ils ont trouvé. La tablette leur montre une carte du monde avec des points bleus : deux à Chicago, un en Jamaïque et quatre en Inde. Ils réalisent que la tablette leur indique la localisation des autres Gardanes. Ils voient aussi deux points verts : un au nouveau Mexique, et un autre en Egypte, et pensent qu’il s’agit de leurs vaisseaux. Ils voient alors les quatre points d’Inde disparaître, puis 3 réapparaître en Somalie, et un au nouveau Mexique. 
Neuf et Quatre sont en désaccord sur ce qu’ils vont faire après : Quatre voudrait aller au Nouveau Mexique pour secourir le Gardane qui est seul, et Neuf à la maison de Sam à Paradise pour voir s’ils peuvent trouver d’autres choses. Qui pourrait les aider. Le désaccord devient violent, ils montent sur le toit où, après un long combat, Neuf tient Quatre sur le bord du vide et demande qu’il arrête de se prendre pour Pittacus Lore (ce qu’il avait dit à Neuf pendant une de leurs disputes) et qu’ils aillent à Paradise. Dans la nuit, Quatre et Neuf ont la même vision où on leur dit qu’il faut qu’ils aillent au Nouveau Mexique. Quatre commence à apprécier Neuf quand  il défend des auto-stoppeurs : ils commencent à se confier l’un à l’autre sur leur passé. 
Pendant ce temps-là, Marina, Huit et Ella réussissent à se téléporter à Stonehenge puis au Nouveau Mexique où Ella contacte Six par télépathie (développant son premier don), et apprend sa localisation. Elle contacte aussi Numéro Quatre. Ils se réunissent tous, après avoir vaincu le FBI, et entrent dans la base où Setrákus Ra et Numéro Six se battent. Setrákus Ra réussit à utiliser son pouvoir de retirer le don d’un Gardane et surpasse Six mais ne la tue pas. Le reste du groupe se bat à travers la base et trouve Sarah, ainsi que l’agent Walker. Huit se téléporte vers Six, mais il est poignardé comme il avait été dessiné dans la caverne Loric car Six se transforme en Setrákus Ra, qui retire les dons de tous les Gardanes. Quatre et Marina se batte avec des Mogs en essayant de sortir Huit de la bataille. Ella arrive et jette un objet rouge sur Setrákus Ra, permettant aux Gardanes de retrouver leurs pouvoirs. Marina peut donc sauver la vie de Huit. Alors que tous les Gardanes sont réunis, Setrákus Ra et les Mogadoriens se sont enfuis.